# Уинфилд, Антуан (младший)
Антуан Дуэйн Уинфилд—младший (англ. Antoine Duane Winfield Jr.; 16 августа 1998, Колумбус, Огайо) — профессиональный американский футболист, сэйфти. Выступает в НФЛ в составе клуба «Тампа-Бэй Бакканирс». Победитель Супербоула LV. Участник Пробоула в сезоне 2021 года. На студенческом уровне выступал за команду Миннесотского университета. На драфте НФЛ 2020 года был выбран во втором раунде. Сын футболиста Антуана Уинфилда—старшего, известного по выступлениям за «Баффало Биллс» и «Миннесоту Вайкингс».

## Биография
Антуан Уинфилд—младший родился 16 августа 1998 года в Колумбусе в штате Огайо. Один из трёх сыновей в семье профессионального футболиста Антуана Уинфилда—старшего, игравшего в НФЛ за «Баффало Биллс» и «Миннесоту Вайкингс», и его супруги Эрнис. Старшую школу он окончил в городе Те-Вудлендс в Техасе. В составе её футбольной команды Уинфилд выступал в течение трёх лет, признавался игроком года в округе Монтгомери. На момент выпуска он занимал 14 место среди сэйфти из Техаса по версии канала ESPN.

### Любительская карьера
В 2016 году Уинфилд поступил в Миннесотский университет. В том же году он дебютировал в футбольном турнире NCAA, сыграв в двенадцати матчах, в том числе в девяти в стартовом составе команды. В сезоне 2017 года он провёл всего четыре игры, пропустив остальные из-за травмы. Аналогичная ситуация сложилась и в 2018 году. После этого Уинфилд получил от NCAA разрешение провести в колледже дополнительный сезон в 2021 году.
В сезоне 2019 года ему удалось избежать проблем со здоровьем и провести в основном составе Миннесоты все тринадцать игр. Уинфилд стал лучшим в команде по числу сделанных захватов, повторил рекорд университета по количеству перехватов за сезон. По итогам турнира его включили в состав сборной звёзд NCAA и конференции Big Ten, он стал финалистом Бронко Нагурски Эворд лучшему защитнику студенческого футбола и был признан ди-бэком года в конференции. В январе 2020 года Уинфилд объявил о завершении своей карьеры в колледже и выходе на драфт НФЛ.

#### Статистика выступлений в NCAA
| Сезон | Команда                 | Игры | Захваты | Захваты | Захваты | Захваты | Захваты | Перехваты | Перехваты | Перехваты | Перехваты | Перехваты | Фамблы | Фамблы | Фамблы | Фамблы |
| Сезон | Команда                 | Игры | Solo    | Ast     | Tot     | Loss    | Sk      | Int       | Yds       | Y/R       | TD        | PD        | FR     | Yds    | TD     | FF     |
| ----- | ----------------------- | ---- | ------- | ------- | ------- | ------- | ------- | --------- | --------- | --------- | --------- | --------- | ------ | ------ | ------ | ------ |
| 2016  | Миннесота Голден Гоферс | 12   | 37      | 15      | 52      | 2,5     | 0,0     | 1         | 82        | 82,0      | 1         | 3         | 2      | 0      | 0      | 0      |
| 2017  | Миннесота Голден Гоферс | 4    | 17      | 3       | 20      | 1,0     | 1,0     | 0         | 0         | 0,0       | 0         | 2         | 0      | 0      | 0      | 0      |
| 2018  | Миннесота Голден Гоферс | 4    | 10      | 7       | 17      | 0,0     | 0,0     | 1         | 0         | 0,0       | 0         | 0         | 1      | 0      | 0      | 0      |
| 2019  | Миннесота Голден Гоферс | 13   | 58      | 25      | 83      | 3,5     | 3,0     | 7         | 98        | 14,0      | 1         | 1         | 0      | 0      | 0      | 2      |
| Всего | Всего                   | 33   | 122     | 50      | 172     | 7,0     | 4,0     | 9         | 180       | 20,0      | 2         | 6         | 3      | 0      | 0      | 2      |

### Профессиональная карьера
Перед драфтом НФЛ 2020 года аналитик сайта Bleacher Report Мэтт Миллер среди сильных сторон Уинфилда называл умение играть на различных позициях в линии секондари, навыки работы с мячом, игровой интеллект и чутьё, чувство времени, лидерские качества, умение читать маршруты принимающих. К минусам Миллер относил антропометрические данные игрока, богатую историю травм и ошибки при захватах соперников на открытом пространстве.
На драфте Уинфилд был выбран «Тампой» во втором раунде под общим 45 номером. В июле он подписал с клубом четырёхлетний контракт. Регулярный чемпионат он начал с 23 захватов и двух сэков в трёх матчах сентября, после чего был признан лучшим новичком месяца. Затем его эффективность начала снижаться, хотя Уинфилд отличился в игре против «Нью-Йорк Джайентс», когда не позволил соперникам сыграть двухочковую реализацию и помог команде удержать победный счёт. В плей-офф он снова набрал форму и сыграл в трёх матчах, пропустив финал конференции из-за травмы ноги. В победном для «Бакканирс» Супербоуле LV Уинфилд сделал шесть захватов и перехват. По итогам сезона издание Pro Football Focus поставило его на второе место среди сэйфти по эффективности действий против выноса, в пасовом прикрытии он действовал хуже, позволив сделать семь розыгрышей с большим набором ярдов.
В регулярном чемпионате 2021 года Уинфилд сыграл тринадцать матчей, сделав 88 захватов, два сэка и два перехвата. Он был одним из ключевых игроков защиты «Бакканирс» против выноса, а также улучшил свои действия в пасовом прикрытии — приёмами завершились 55,6 % передач, сделанных на ресивера, которого он прикрывал. В январе 2022 года Уинфилд вошёл в число участников Пробоула, заменив травмированного сэйфти «Сиэтл Сихокс» Куандре Диггса.

#### Статистика выступлений в НФЛ

##### Регулярный чемпионат
| Сезон | Команда             | Игры | Захваты | Захваты | Захваты | Захваты | Захваты | Перехваты | Перехваты | Перехваты | Перехваты | Перехваты | Фамблы | Фамблы | Фамблы | Фамблы |
| Сезон | Команда             | Игры | Solo    | Ast     | Tot     | Loss    | Sk      | Int       | Yds       | Y/R       | TD        | PD        | FR     | Yds    | TD     | FF     |
| ----- | ------------------- | ---- | ------- | ------- | ------- | ------- | ------- | --------- | --------- | --------- | --------- | --------- | ------ | ------ | ------ | ------ |
| 2020  | Тампа-Бэй Бакканирс | 16   | 64      | 30      | 94      | 1       | 3,0     | 1         | 16        | 16,0      | 0         | 6         | 1      | 0      | 0      | 2      |
| 2021  | Тампа-Бэй Бакканирс | 13   | 62      | 26      | 88      | 4       | 2,0     | 2         | 30        | 15,0      | 0         | 6         | 3      | 0      | 0      | 2      |
| Всего | Всего               | 29   | 126     | 56      | 182     | 5       | 5,0     | 3         | 46        | 15,3      | 0         | 12        | 4      | 0      | 0      | 4      |

##### Плей-офф
| Сезон | Команда             | Игры | Захваты | Захваты | Захваты | Захваты | Захваты | Перехваты | Перехваты | Перехваты | Перехваты | Перехваты | Фамблы | Фамблы | Фамблы | Фамблы |
| Сезон | Команда             | Игры | Solo    | Ast     | Tot     | Loss    | Sk      | Int       | Yds       | Y/R       | TD        | PD        | FR     | Yds    | TD     | FF     |
| ----- | ------------------- | ---- | ------- | ------- | ------- | ------- | ------- | --------- | --------- | --------- | --------- | --------- | ------ | ------ | ------ | ------ |
| 2020  | Тампа-Бэй Бакканирс | 3    | 15      | 3       | 18      | 2       | 0,0     | 1         | 0         | 0,0       | 0         | 2         | 0      | 0      | 0      | 1      |
| 2021  | Тампа-Бэй Бакканирс | 2    | 11      | 3       | 14      | 1       | 1,0     | 0         | 0         | 0,0       | 0         | 0         | 1      | 0      | 0      | 1      |
| Всего | Всего               | 5    | 26      | 6       | 32      | 3       | 1,0     | 1         | 0         | 0,0       | 0         | 2         | 1      | 0      | 0      | 2      |